# Biblioteca lliure

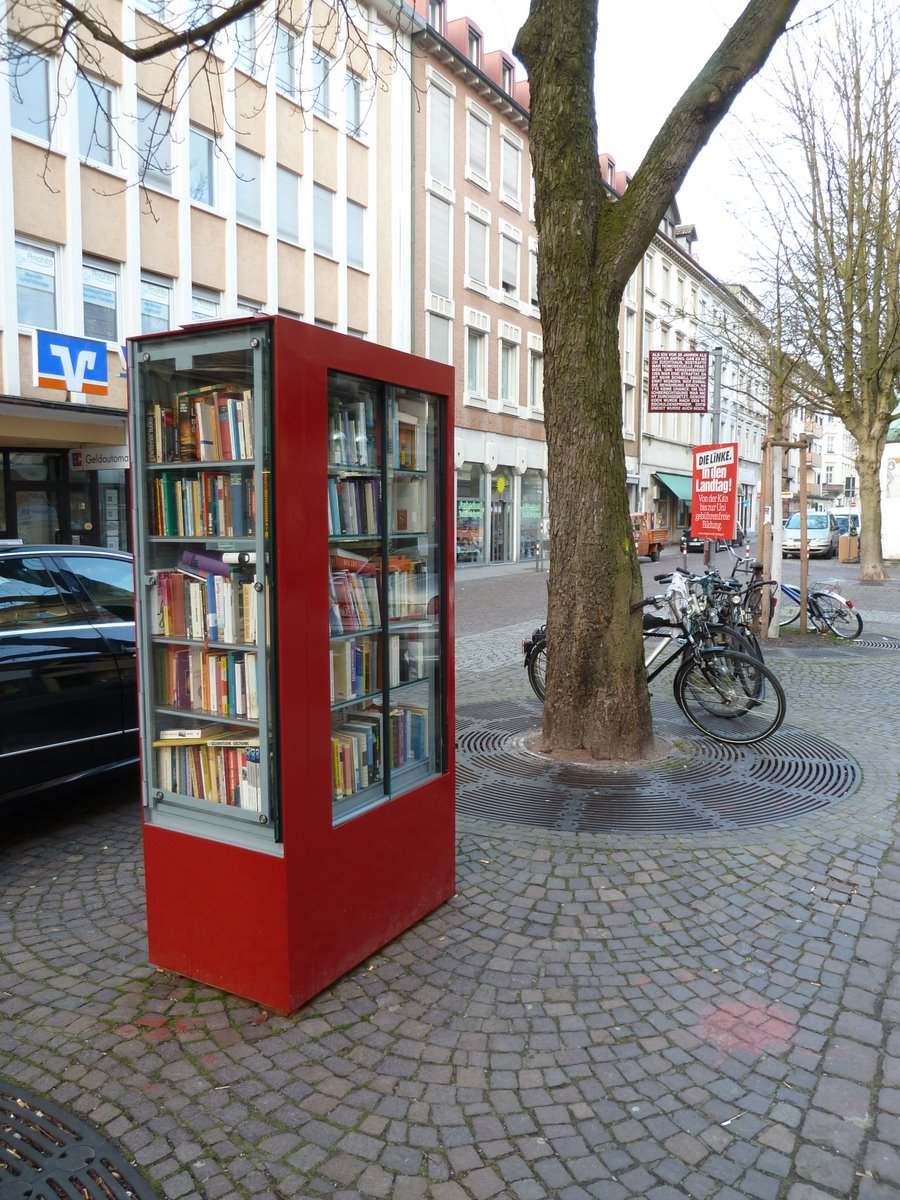
Una biblioteca lliure a la ciutat de Karlsruhe, Alemanya

Una biblioteca lliure és un moble urbà d'accés gratuït i anònim, on es col·loquen llibres per al seu lliure ús per part de totes les persones. És una pràctica de caràcter social motivada per raons personals, polítiques o ideològiques, emparentada amb el bookcrossing i amb les botigues gratuïtes. A la República Federal d'Alemanya n'hi havia, l'agost de 2011, unes 70, anomenades öffentliche Bücherschränke, situades en diverses ciutats. Des de 2010 van començar a ser instal·lades també a Àustria i Suïssa.
Segons una recerca realitzada per la càtedra d'Economia del Consum de la Universitat de Bonn, aquest sistema és acceptat àmpliament per la població; els casos de vandalisme són molt poc freqüents i podria servir d'exemple per a un altre tipus de béns.
A les biblioteques lliures, els llibres són aportats pels qui desitgin contribuir i poden ser retornats una vegada llegits, o apropiats. L'ús d'aquestes biblioteques manca de regles explícites o implícites. Algunes són "apadrinades" per persones que voluntàriament realitzen petites tasques de manteniment.